# Beautiful Disaster
Beautiful Disaster är en amerikansk dramafilm från 2023. Filmen hade premiär den 5 april 2023. Filmen är regisserad av Roger Kumble med Virginia Gardner och Dylan Sprouse i huvudrollerna. Filmen är baserad på Jamie McGuires roman med samma namn.

## Handling
Filmen kretsar kring Travis Maddox och Abby Abernathy. Maddox är en bad-boy men samtidigt en stor charmör. Abby och Maddox är vänner, men Abby vill inte ha någon djupare relation med honom. Ett vad mellan de två kan dock förändra situationen. Förlorar han sin nästa boxningsfight så måste han vara utan sex i en månad. Om han däremot vinner måste Abby bo med honom i en månad.

## Roller i urval
- Virginia Gardner – Abby Abernathy
- Dylan Sprouse – Travis Maddox
- Autumn Reeser – Professor Felder
- Brian Austin Green – Mick Abernathy
- Rob Estes – Benny
- Austin North – Shepley Maddox
- Samuel Larsen – Jesse Viveros
- Libe Barer – America Mason